# Tetraplasandra hawaiensis
Tetraplasandra hawaiensis là một loài thực vật có hoa trong Họ Cuồng cuồng. Loài này được A.Gray miêu tả khoa học đầu tiên năm 1854.